# Байбуз Андрій В'ячеславович
Андрі́й В'ячесла́вович Байбуз (16 серпня 1975, Кубань, Російська РСР — 18 грудня 2016, с. Калинівка, Бахмутський район, Донецька область, Україна) — молодший сержант Збройних сил України, учасник війни на сході України.

## Життєпис
Народився 16 серпня в 1975 році в місті Кубань. 
У 1981 році родина переїхала до міста Херсон.
Навчався в 48 загальносвітній школі м. Херсон.
В 1994 році служив в російській армії.
Стрілець-помічник гранатометника (54-та окрема механізована бригада), позивний «Ефа».
Загинув у бою на Світлодарській дузі (Донецька область), відбиваючи атаки проросійських терористів. Разом з Андрієм загинули солдати Дмитро Клименко, Василь Панасенко, Роман Радівілов, Сергій Степаненко, Андрій Широков, молодший сержант Володимир Андрешків та лейтенант Микита Яровий.
По смерті залишилися мати, сестра, дружина, син і донька.
Похований у м. Херсон на кладовищі Геологів меморіал пам'яті загиблих героїв АТО.

## Нагороди та вшанування
- Указом Президента України № 580/2016 від 29 грудня 2016 року «за особисту мужність, самовідданість і високий професіоналізм, виявлені у захисті державного суверенітету та територіальної цілісності України, вірність військовій присязі» нагороджений орденом «За мужність» III ступеня (посмертно)[2].
- Нагороджений відзнакою ДУК ПС «Бойовий Хрест Корпусу» (посмертно)[3].
- Нагороджений відзнакою «Лицарський Хрест Родини Мазеп»[1].
- 27 листопада 2017 року у Херсоні на будинку № 132 по вулиці І.Кулика, де мешкав Андрій, йому було відкрито меморіальну дошку[4].
- Вшановується в меморіальному комплексі «Зала пам'яті», в щоденному ранковому церемоніалі 18 грудня[5][6].